# Troublemakers (popgrupp)
Troublemakers var en popgrupp som bildades i Malmö 1964 och upplöstes 1969.
Troublemakers bildades av några elever på Sofielundsskolan. Medlemmar var Lars Berggrensson (sång), Leif Persson (gitarr), Bengt "Mulle" Holmqvist (gitarr), Sten Andersson (bas), Thomas Prahl (trummor), Percy Malmqvist (bas), Lasse Danred (trummor). År 1968 kom de in på Tio i topp med en inspelning av låten "Rock Around the Clock". Holmqvist spelade även i Bootjacks och senare i Storm. I sistnämnda band kom även Berggrensson och Malmqvist att ingå. 

## Diskografi

### EP
- Merry Me (reklamskiva för läskedrycken Merry, 1964)
- Tell Her/Stick with my Baby/Norwegian Wood/Everybody needs Somebody to Love/Girl/Temptation (Star of Sweden, 1966)

### Singlar
- A Lay-About's Lament/Sally (Hep House, 1967)
- Funny Man/Blow the Horn (Hep House, 1967)
- Always Something There to Remind Me/Together Anyhow (Tommo plattor, 1968)
- In the Mood/Waiting for Record Engineer Svan (Tommo plattor, 1968)
- Juliette/You'll Be Fine  (Tommo plattor, 1968)
- Rock Around the Clock/Mary-Ann With the Shaky Hand (Tommo plattor, 1968)
- Let's Think About Livin'/Never in My Life (Gazell, 1968)